# Milano-Sanremo 1930
La Milano-Sanremo 1930, ventitreesima edizione della corsa, fu disputata il 30 marzo 1930, per un percorso totale di 286,5 km. Fu vinta dall'italiano Michele Mara, giunto al traguardo con il tempo di 9h43'00" alla media di 29,485 km/h davanti ai connazionali Pio Caimmi e Domenico Piemontesi.
I ciclisti che partirono da Milano furono 143; coloro che tagliarono il traguardo a Sanremo furono 77.

## Ordine d'arrivo (Top 10)
| Pos. | Corridore                 | Squadra                   | Tempo                     |
| ---- | ------------------------- | ------------------------- | ------------------------- |
| 1    | Michele Mara              | Bianchi                   | 9h43'00"                  |
| 2    | Pio Caimmi                | Gloria-Hutchinson         | s.t.                      |
| 3    | Domenico Piemontesi       | Bianchi                   | s.t.                      |
| 4    | Raffaele Di Paco          | Maino-Clement             | s.t.                      |
| 5    | Costante Girardengo       | Maino-Clement             | s.t.                      |
| 6    | Luigi Marchisio           | Legnano-Pirelli           | s.t.                      |
| 7    | 5 ciclisti a s.t. ex æquo | 5 ciclisti a s.t. ex æquo | 5 ciclisti a s.t. ex æquo |